# Harriet Hanson Robinson

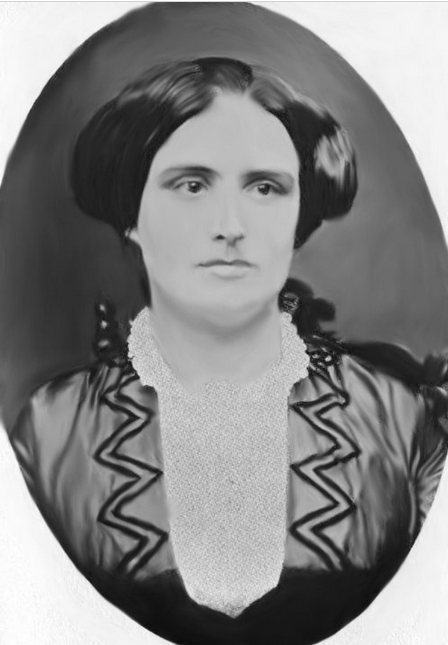
Harriet Hanson, 1843

Harriet Jane Hanson Robinson (* 8. Februar 1825 in Boston, Massachusetts; † 22. Dezember 1911 in Malden, Massachusetts) war eine US-amerikanische Autorin, Dichterin und Frauenrechtlerin. Sie arbeitete als Klöpplerin in einer Baumwollspinnerei in Massachusetts und war an einer Protestaktion beteiligt, wurde Schriftstellerin und spielte später eine wichtige Rolle in der Frauenwahlrechtsbewegung in den Vereinigten Staaten.

## Leben

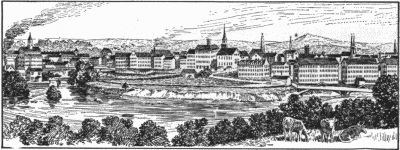
Lowell, MA, Anfang des 19. Jhd.

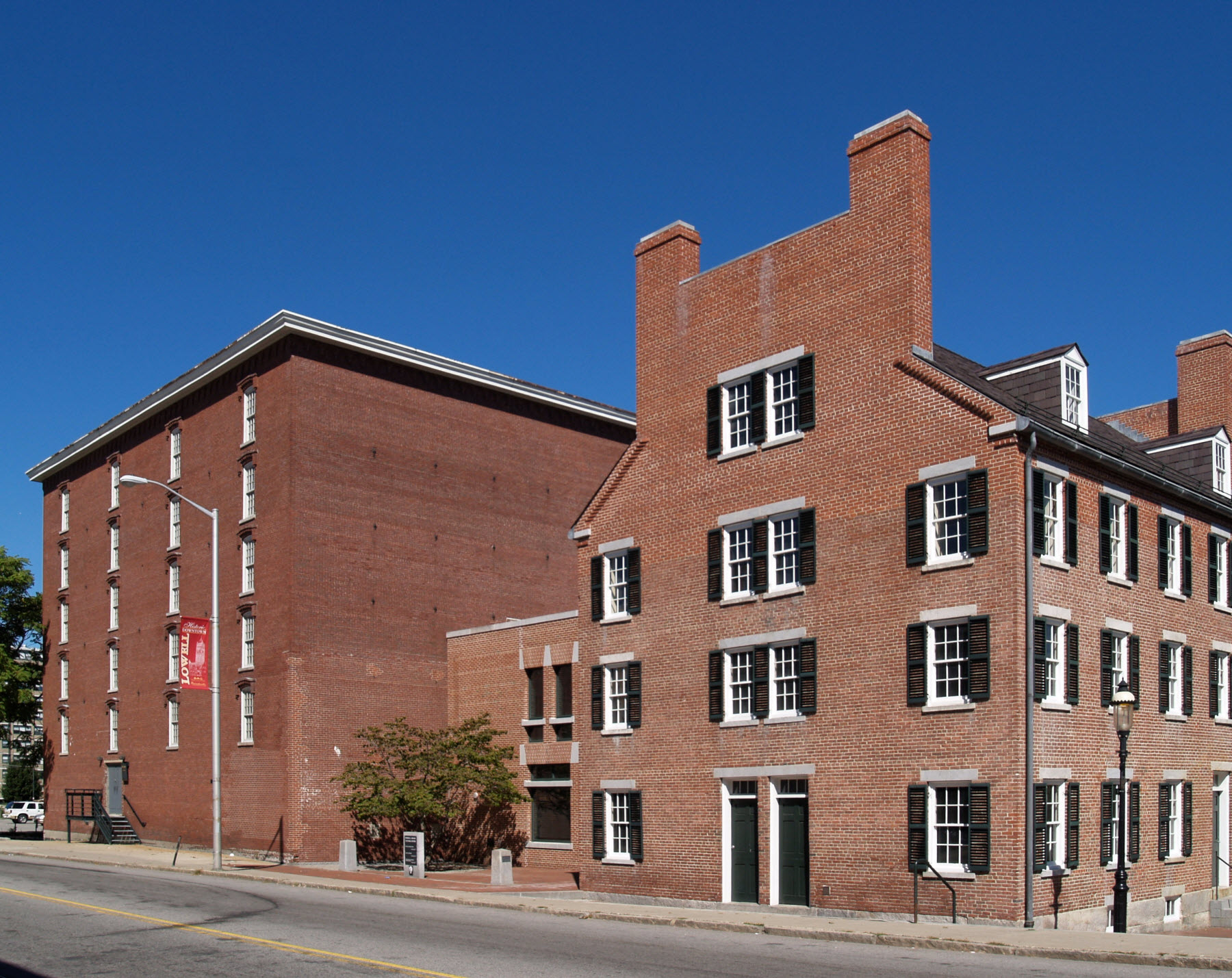
Boott Mills, Pension und Lagerhaus

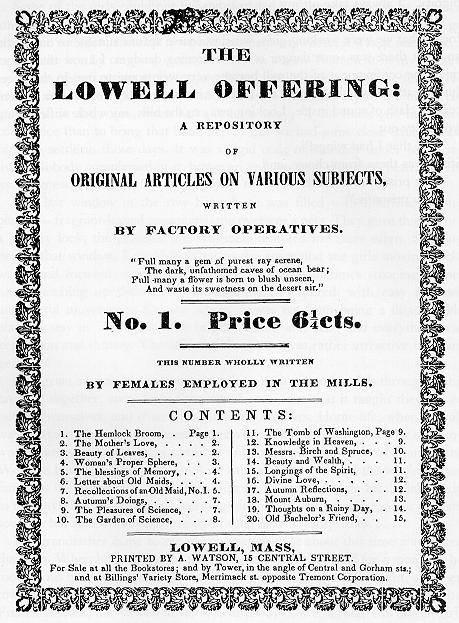
Lowell Offering, Nummer 1, 1840

Hanson Robinson war die Tochter von Harriet Browne Hanson und dem Schreiner William Hanson. Beide Eltern stammten von frühen englischen Siedlern ab, hatten aber keine bedeutenden Vorfahren. Ihr älterer Bruder war John Wesley Hanson und sie hatte zwei überlebende jüngere Brüder: Benjamin und William. Harriets Vater starb, als sie fünf Jahre alt war, und hinterließ seine Witwe, die vier kleine Kinder zu versorgen hatte.S. 9 Harriets Mutter war trotzdem entschlossen, die Familie zusammenzuhalten, ein Angebot eines Nachbarn, die Tochter zu adoptieren, damit sie eine Person weniger zu ernähren hätte, lehnte sie ab.
Die Mutter betrieb ein kleines Geschäft in Boston, MA, in dem sie Lebensmittel, Süßigkeiten und Brennholz verkaufte. Die Familie wohnte im Hinterzimmer des Ladens und teilte sich ein Bett. Auf Einladung der Schwester der Mutter, ebenfalls Witwe, siedelte die Familie nach Lowell, MA, damals ein Zentrum der Textilindustrie.
Die Unternehmen in Lowell rekrutierten junge Frauen von den Bauernhöfen in Neuengland, die in den Fabriken arbeiten sollten. Die Unternehmen errichteten Pensionen, die von älteren Frauen, oft Witwen, geführt wurden, um Mahlzeiten und sichere Wohnmöglichkeiten zu bieten. Kirchen und kulturelle Organisationen boten Vorträge, Konzerte, Lesesäle, Gesprächskreise und andere kulturelle und bildungsbezogene Angebote. Ein weiterer Anreiz waren die guten Löhne, die im Vergleich zu Hausarbeit und Lehrtätigkeit, die viel schlechter bezahlt wurden, bar ausgezahlt wurden. Die Mutter erhielt eine Stelle als Pensionswirtin bei den Tremont MillsS. xii und im Sommer 1836 begann auch Hanson Robinson eine Teilzeitarbeit bei den Tremont Mills. Nach eigenen Angaben wollte sie arbeiten, um Geld für sich selbst zu verdienen, möglicherweise war sie aber auch gezwungen, da ihre Mutter mit der Führung der Pension nur wenig Geld verdiente.S. 13 Ihre Arbeit, die mit 2 US-Dollar pro Woche entlohnt wurde, war die einer „Dofferin“, die volle Spulen durch leere ersetzte. Die Arbeit nahm stündlich nur eine Viertelstunde in Anspruch, und in den freien Zeiten konnten die Jungen und Mädchen spielen oder lesen oder sogar für eine Weile nach Hause gehen.S. 14
Im Jahr 1836 organisierten die „Lowell Mill Girls“ einen turn out. Ein erster Streik war 1834 wegen einer Lohnkürzung um 15 % erfolgt. Nun ging es um eine Erhöhung der Pensionsgebühren, die einer Lohnkürzung von 12,5 % entsprach. Für Harriet, die elf Jahre alt war, war es ihre erste Arbeitsniederlegung. In ihrer Autobiografie notierte sie, dass sie die unentschlossenen Mädchen anführte. Dass sie damit ihrer Mutter geschadet hatte, die von der Erhöhung der Pensionsgebühren profitiert hätte, wurde ihr erst beim Niederschreiben klar. Als Folge der Arbeitsniederlegung machten mehrere Mühlen die Erhöhung der Gebühren wieder rückgängig und das Pensionssystem wurde überarbeitet. Die Organisatorinnen des Streiks wurden jedoch entlassen, ebenso wie Hanson Robinsons Mutter, was sie in ihrer Autobiografie als einen Akt kleinlicher Rache darstellte.S. 26, 28 Hanson Robinson selbst arbeitete weiter und wurde mit der Zeit für die bessere Arbeit als drawing-in girl eingesetzt, eine Vorbereitungsarbeit, die im Akkord bezahlt wurde, ein eigenes Arbeitstempo ermöglichte und in einem ruhigeren Raum abseits der Maschinen stattfand. So blieb ihr Zeit zum Lesen.
Hanson Robinson hatte eine Grundschulausbildung erhalten, bevor sie ihre Arbeit in der Fabrik aufnahm. Während sie als Dofferin arbeitete, besuchte sie auch Abendkurse. Im Alter von 15 Jahren verließ sie die Mühlen für zwei Jahre, um an der Lowell High School Französisch, Latein und English grammar and composition zu erlernen. Sie lernte in einem hölzernen Klassenzimmer in einem Gebäude, das im Erdgeschoss eine Metzgerei beherbergte.S. 36 Die Titel von zwei ihrer Studienwerke sind erhalten geblieben: Poverty Not Disgraceful („Armut ist keine Schande“) und Indolence and Industry („Trägheit und Fleiß“), die ihre Meinung widerspiegeln, dass an der ehrlichen Arbeit armer Menschen nichts auszusetzen sei. Danach kehrte sie in die Mühlen zurück und arbeitete dort bis 1848, aber in ihrer Freizeit beteiligte sie sich an literarischen Gruppen in Lowell.
Lowell war zu dieser Zeit reich an Bildungs- und Kulturangeboten für Frauen. Es gab Bibliotheken und Buchläden, Abendschulen und Vorträge, Konzerte und Bälle. Zwei der ersten von Frauen verfassten Zeitschriften wurden in der Stadt herausgegeben, das Lowell Offering und The New England Offering. Hanson Robinson schrieb später, dass „der Ruhm des Lowell Offering dazu führte, dass die Mühlenmädchen als Ehefrauen sehr begehrt waren; und dass junge Männer von nah und fern kamen, um sich eine auszusuchen, und das im Allgemeinen mit gutem Erfolg“. Sie schrieb und veröffentlichte auch selbst Gedichte und lernte dadurch ihren zukünftigen Ehemann William Robinson kennen, der als Redakteur beim Lowell Journal arbeitete, das einige ihrer Werke veröffentlichte.
Harriet Hanson heiratete William Stevens Robinson (1818–1876) an Thanksgiving 1848, als sie 23 Jahre alt war. Robinson, der ebenfalls aus ärmlichen Verhältnissen stammte, war Zeitungsschreiber und Anhänger der Free Soil Party, die sich gegen die Ausdehnung der Sklaverei in die westlichen Territorien aussprach und es ihm schwer machte, einen Arbeitsplatz zu behalten.S. xii In ihren frühen Schriften schrieb Hanson Robinson, dass es gut sein, einen Ehemann zu haben, der sich um weltliche Probleme wie das Wählen kümmerte, während sie für ihn sorge. Später engagierte sie sich für die Rechte der Frauen, nachdem sich ihr Mann dafür starkgemacht hatte.S. xiv 1868 schloss sich Harriet der American Woman Suffrage Association unter der Leitung von Lucy Stone an und gründete den Malden Women's Club.
Das Paar bekam vier Kinder, von denen eines früh starb, und kümmerte sich auch um Hanson Robinsons Mutter. 1858 zog das Paar nach Malden, einem neuen Vorort von Boston, und kaufte ein Haus zwei Blocks vom Bahnhof entfernt, in dem Hanson Robinson bis zu ihrem Lebensende wohnte. Das Haus hatte einen großen Garten, in dem sie Obst und Gemüse anbaute und Geld mit Hühnerzucht und Eierverkauf verdiente. Im Jahr 1862 hatte William Robinson schließlich für elf Jahre lang eine gut bezahlte Stelle als Sekretär des Repräsentantenhauses von Massachusetts inne. Ihre Tochter Harriette R. Shattuck diente 1872 als stellvertretende Sekretärin des Repräsentantenhauses von Massachusetts und war damit die erste Frau in dieser Position. Die Tochter Elizabeth Robinson Abbott gilt als Pionierin bei der Einführung des Kindergartens in Connecticut.
Nachdem ihr Mann 1876 nach langer Krankheit verstorben war vermietete Hanson Robinson Zimmer, um sich selbst, ihre drei Töchter und ihre Mutter zu unterstützen. Sie schrieb mehrere Bücher, darunter eine Biografie über ihren Mann, und engagierte sich zunehmend in der Frauenwahlrechtsbewegung.S. xiii Ihr Buch Loom and Spindle (1898) schildert die Industriestadt Lowell in ihrer Kindheit und Jugend als eine Zeit der großen Möglichkeiten für Fabrikmädchen.
Hanson Robinson half Julia Ward Howe bei der Gründung des New England Women's ClubS. 82 und korrespondierte intensiv mit den Führerinnen der Frauenrechtsbewegung Elizabeth Cady Stanton und Susan B. Anthony. Sie und ihre Tochter Harriette R. Shattuck organisierten die National Woman Suffrage Association of Massachusetts und Hanson Robinson hielt die Eröffnungsrede auf dem Bostoner Kongress der Organisation im Jahr 1881. Darin hielt sie fest, dass We believe that it is not safe to trust the great question of woman's political rights solely to the legislature, or to the voters of the state, therefore […] it is the duty of the women of Massachusetts to organize an active work, to secure a sixteenth amendment to the United States Constitution.
Im selben Jahr schrieb sie enthusiastisch über den 16. Zusatzartikel zur Verfassung der Vereinigten Staaten:

„Never, in the history of civilization, has woman held the political, legal or social position that she does in Massachusetts today! New avenues of employment for her capacity are constantly being opened, and in every department of public trust to which she has been promoted, she has shown her ability. In this first hour of woman's triumph, it only remains for her to keep what she has gained and use faithfully the new privileges which have come into her life […] Trained leaders are needed – women strong of purpose, who are willing to confront the public as presiding officers, or as public speakers, and to guide wisely the large masses of their sex who have not yet learned to think for themselves.“

„Niemals in der Geschichte der Zivilisation hat die Frau eine solche politische, rechtliche oder soziale Stellung innegehabt, wie sie heute in Massachusetts besteht! Ständig werden neue Beschäftigungsmöglichkeiten für sie erschlossen, und in jedem öffentlichen Amt, in das sie aufgestiegen ist, hat sie ihre Fähigkeiten unter Beweis gestellt. In dieser ersten Stunde des Triumphs der Frau bleibt ihr nur noch, das zu bewahren, was sie gewonnen hat, und die neuen Privilegien, die in ihr Leben getreten sind, treu zu nutzen […] Es werden geschulte Führerinnen gebraucht – Frauen, die entschlossen sind, sich der Öffentlichkeit als Vorsitzende oder als Rednerinnen zu stellen und die große Masse ihres Geschlechts, die noch nicht gelernt hat, selbst zu denken, weise zu führen.“

Hanson Robinson nahm nie eine theoretische Position zu den Frauenrechten ein und scheint hauptsächlich durch die Möglichkeit zum gesellschaftlichen Aufstieg, die die Bewegung ihr bot, motiviert gewesen zu sein. In ihren Schriften und als öffentliche Rednerin wurde sie jedoch zu einer beeindruckenden Verfechterin des Frauenwahlrechts.S. xiv
Lucy Larcom, eine Freundin aus der Arbeit den Mühlen gearbeitet hatte, schrieb über sie: „Mrs. Robinson ist zutiefst an allen Bewegungen interessiert, die der Förderung der Frauen dienen, und setzt ihre Feder und ihre Stimme frei für sie ein. Sie war die erste Frau, die vor dem Select Committee on Woman Suffrage im Kongress gesprochen hat, und sie hat für die Sache vor der Legislative ihres eigenen Staates gesprochen, wo sie nicht nur Bürgerin ist, sondern auch eine Stimme hat, soweit es das Gesetz zulässt.“
Darüber hinaus leistete Hanson Robinson einen Beitrag zum 14. Jahresbericht des Massachusetts Bureau of Statistics of Labor, der 1883 veröffentlicht wurde, in dem sie noch einmal die Wirkung der Arbeit in den Mühlen auf die Entwicklung der dort arbeitenden jungen Frauen zusammenfasste:

„They [the mill girls] went forth from their „Alma Mater“, the Lowell Factory, carrying with them the independence, the self-reliance taught in that hard school, and they have done their little part towards performing the useful labor of life. Into whatever vocation they entered they have made practical use of the habits of industry and perseverance learned during those early years. Skilled labor teaches something not to be found in books or in colleges. Their early experience developed their characters […] and helped them to fight well the battle of life.“

„Sie [die Mühlenmädchen] verließen ihre „Alma Mater“, die Lowell Factory, mit der Unabhängigkeit und dem Selbstvertrauen, die ihnen in dieser harten Schule beigebracht wurden, und sie haben ihren kleinen Teil dazu beigetragen, die nützliche Arbeit des Lebens zu verrichten. Welchen Beruf sie auch immer ergriffen haben, sie haben die Gewohnheiten des Fleißes und der Ausdauer, die sie in jenen frühen Jahren erlernt haben, in die Praxis umgesetzt. Geschickte Arbeit lehrt etwas, das nicht in Büchern oder an Hochschulen zu finden ist. Ihre frühen Erfahrungen haben ihren Charakter entwickelt […] und ihnen geholfen, den Kampf des Lebens gut zu bestehen.“

Hanson Robinson wurde 86 Jahre alt und starb am 1911 in ihrem Haus in Malden.S. xiii Ihr Nachlass befindet sich zusammen mit dem ihrer Tochter in der Schlesinger Library an der Harvard University.

## Werke (Auswahl)
Obwohl sie mehrere Bücher veröffentlichte, verdiente Hanson Robinson kein Geld mit ihren Schriften, die sie auf eigene Kosten herausgab.
- „Warrington“ pen-portraits: a collection of personal and political reminiscences from 1848 to 1876, from the writings of William S. Robinson. Eigenverlag, Boston, MA 1877 (archive.org).
- Massachusetts in the woman suffrage movement. A general, political, legal and legislative history from 1774, to 1881. Eigenverlag, Boston, MA 1881 (archive.org).
- Early Factory Labor in New England. Eigenverlag, Boston, MA 1883.
- Captain Mary Miller: A Drama. Eigenverlag, Boston, MA 1887 (archive.org).
- The New Pandora: A Drama. Eigenverlag, Boston, MA 1889 (archive.org).
- Loom and Spindle, or Life Among the Early Mill Girls. Eigenverlag, Boston, MA 1898 (archive.org).

Werke von Hanson Robinson finden sich in folgenden Anthologien:
- David Brion Davis (Hrsg.): Antebellum American Culture: An Interpretive Anthology. Penn State University Press, University Park, PA 1979, ISBN 978-0-271-01646-7, S. 121–123.